# Kutry desantowo-szturmowe projektu 58503
Kutry desantowo-szturmowe projektu 58503, również kutry desantowo-szturmowe typu Kientawr-LK (pol. centaur) – seria ukraińskich kutrów desantowo-szturmowych zbudowanych na bazie kutrów artyleryjskich projektu 58155 (typu Gjurza-M). Pierwsze dwie jednostki zostały zwodowane w 2018 roku i od tego czasu do kwietnia 2022 roku nie zostały wprowadzone do czynnej służby z powodu wykrytych wad technicznych.

## Historia
Kutry desantowo-szturmowe typu Kientawr-LK powstały jako szybkie okręty szturmowe. Zostały one zaprojektowane przez mikołajowskie Naukowo-Projektowe Centrum Przemysłu Stoczniowego (DPCK), zaś budowane są one przez stocznię Kuznia na Rybalśkomu na potrzeb Marynarki Wojennej Ukrainy. Przy opracowywaniu jednostek wykorzystano doświadczenia zdobyte podczas konstruowania i eksploatacji małych artyleryjskich kutrów projektu 58155 Gjurza-M.
Projekt okrętów wykonano do końca 2015 roku, zaś para pierwszych kutrów została zamówiona na mocy kontraktu podpisanego 24 maja 2016 roku. W późniejszym czasie stocznia odmówiła dalszej współpracy z DPCK i samodzielnie opracowała dokumentację roboczą, wprowadzając szereg zmian w projekcie, który oznaczony był wówczas jako 58181. W wyniku zmian, projekt przenumerowano na 58503 i zmieniono kryptonim na Kientawr-LK. Położenie stępek pod dwie pierwsze jednostki, które otrzymały numery budów 01032 i 01033, odbyło się 28 grudnia 2016 roku. Jednostki zwodowano w 2018 roku.
Planowano zakupić łącznie osiem okrętów tego typu, jednak w wyniku licznych problemów technicznych wstrzymano budowę pozostałych jednostek typu. Dokończono tylko budowę trzeciej jednostki. Do marca 2022 roku okręty te nie zostały wprowadzone do służby liniowej. Dopiero w kwietniu DSHK-1 Stanisław i DSHK-2 Małyn zostały wprowadzone do służby w Ukraińskiej Marynarce Wojennej. 7 maja 2022 roku podczas oblężenia Wyspy Wężowej DSHK-1 Stanisław został zatopiony przez wojska rosyjskie. 
Brak informacji o obecnym statusie kutra DSHK-3.
Okręty te przeznaczone są do przerzucania grup sił specjalnych, rozpoznania, stawiania min, zwalczania siły żywej w rejonach przybrzeżnych oraz pełnienia misji patrolowych i ochrony przeciwdywersyjnej portów morskich.
| Nazwa              | Położenie stępki | Wodowanie        | Wejście do służby | Uwagi                                    |
| ------------------ | ---------------- | ---------------- | ----------------- | ---------------------------------------- |
| DSHK-1 „Stanisław” | 28 grudnia 2016  | 14 września 2018 | Kwiecień 2022     | zatopiony 7 maja 2022 koło Wyspy Wężowej |
| DSHK-2 „Małyn”     | 28 grudnia 2016  | 20 września 2018 | Kwiecień 2022     | w służbie                                |
| DSHK-3             | 8 lutego 2019    |                  |                   | w budowie                                |

## Konstrukcja
Kutry typu Kientawr-LK oparte są konstrukcyjnie na produkowanych przez tę samą stocznię jednostkach projektu 58155. Kientawr-LK to szybkie kutry desantowo-szturmowe o długości 24,3 m, szerokości 4,8 m oraz zanurzeniu 1 metra. Ich wyporność to 47 ton. W części dziobowej znajduje się opuszczana rampa desantowa prowadząca do wnętrza kadłuba, dalej znajduje się kabina załogi i sterówka. Pod sterówką ulokowano pomieszczenie mieszkalne. Na śródokręciu ulokowano przedział dla żołnierzy desantu. W części rufowej znajduje się siłownia oraz umieszczono kotwicę z kabestanem, ułatwiające zejście z plaży czy mielizny. Przedziały załogi i desantu oraz siłownia są chronione płytami pancerza stalowego o grubości 8 mm. Zapewnia on ochronę przed ostrzałem z broni ręcznej i odłamkami granatów moździerzowych oraz pocisków artyleryjskich.
Napęd kutrów stanowią dwa silniki wysokoprężne firmy Caterpillar, generujące łączną moc 3808 KM. Silniki te napędzają dwa pędniki wodnoodrzutowe Hamilton Jet z odwracaczami ciągu. Tak skonfigurowany układ napędowy pozwala jednostkom osiągnąć prędkość maksymalną wynoszącą 50 węzłów. Zasięg to 500 Mm przy prędkości 11 węzłów. Autonomiczność okrętów tego typu to pięć dni. Załoga liczy 5 osób oraz maksymalnie 32 żołnierzy desantu.
Jednostki te wyposażone są w systemy ostrzegające o opromieniowywaniu przez wiązkę lasera, radar nawigacyjny DRS4D-NX oraz systemy nawigacji i łączności. Uzbrojenie stanowią dwa bezzałogowe stanowiska strzeleckie składające się z karabinu maszynowego o kalibrze 7,62 lub 12,7 mm i automatycznego granatnika kalibru 30 lub 40 mm. Pierwsze stanowisko tego typu ulokowano na dachu pokładówki, drugie zaś na śródokręciu. Na rufie znajduje się wyrzutnia składająca się z dwóch wieloprowadnicowych wyrzutni dla rakiet niekierowanych S-8 kalibru 80 mm. Zastosowaniem oraz konstrukcją okręty te zbliżone są do rosyjskich jednostek projektu 03160 Raptor.

## Galeria

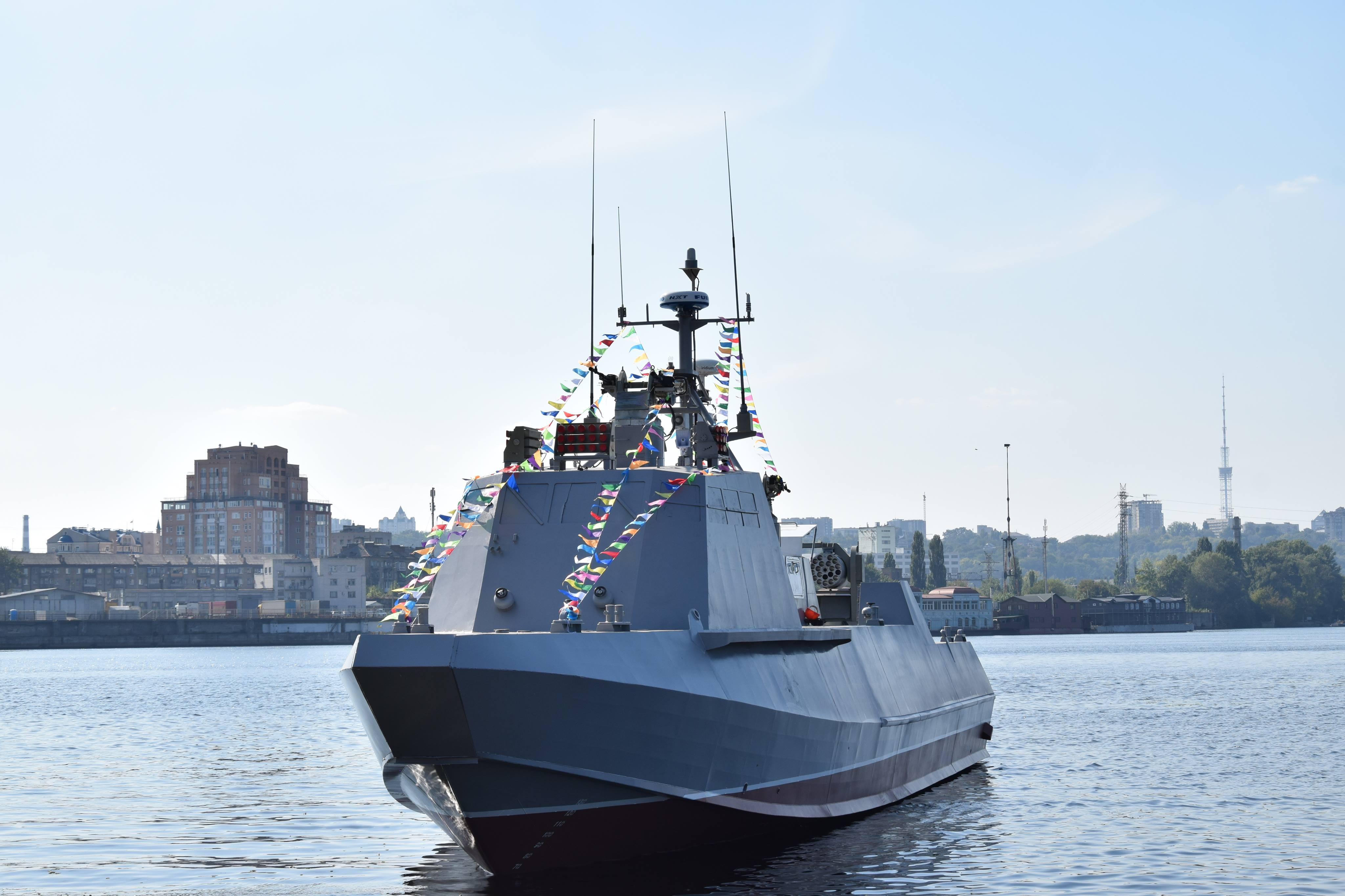
Wodowanie jednej z jednostek
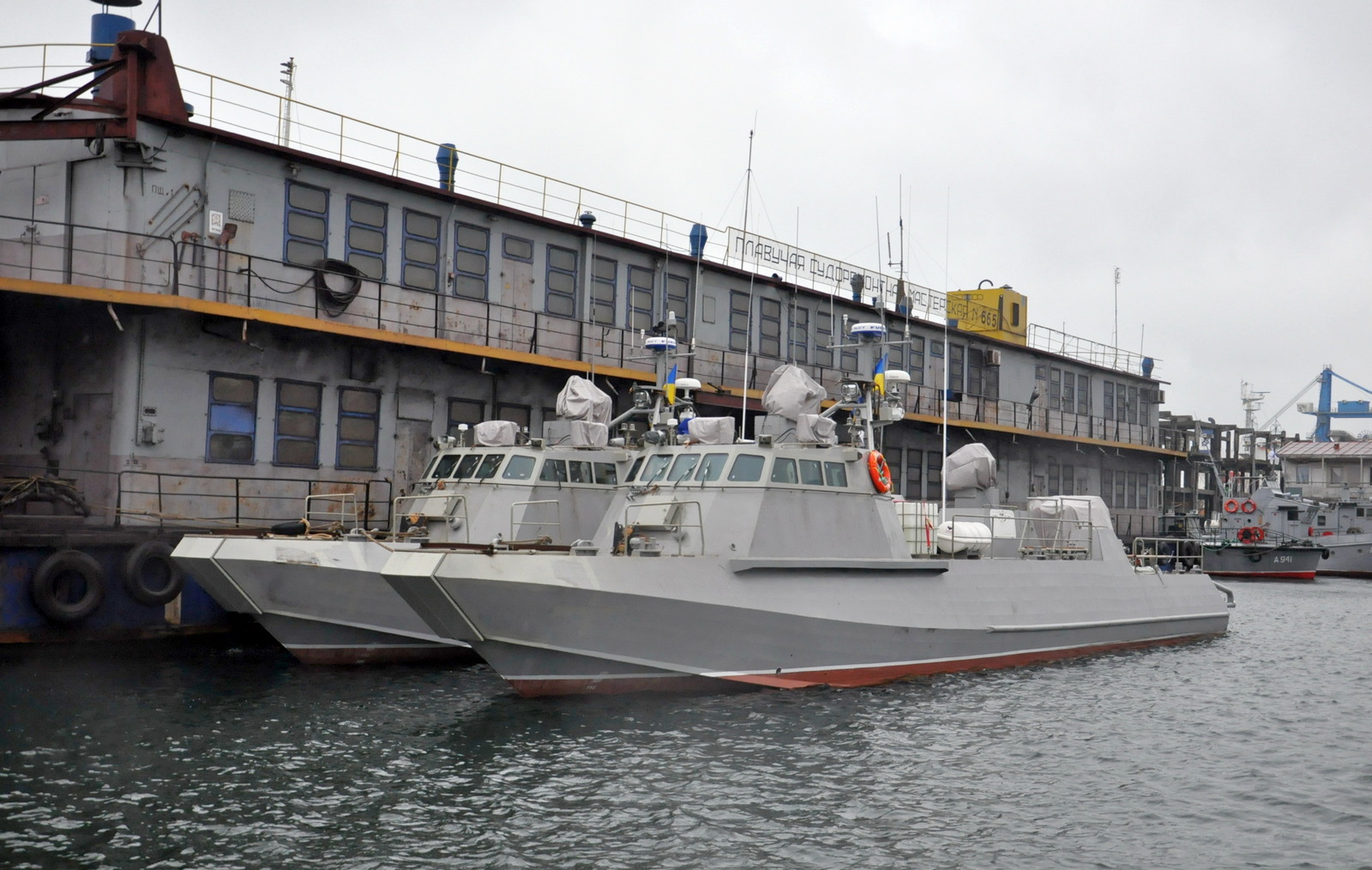
Dwa ukończone kutry typu Kientawr-KL (2018)
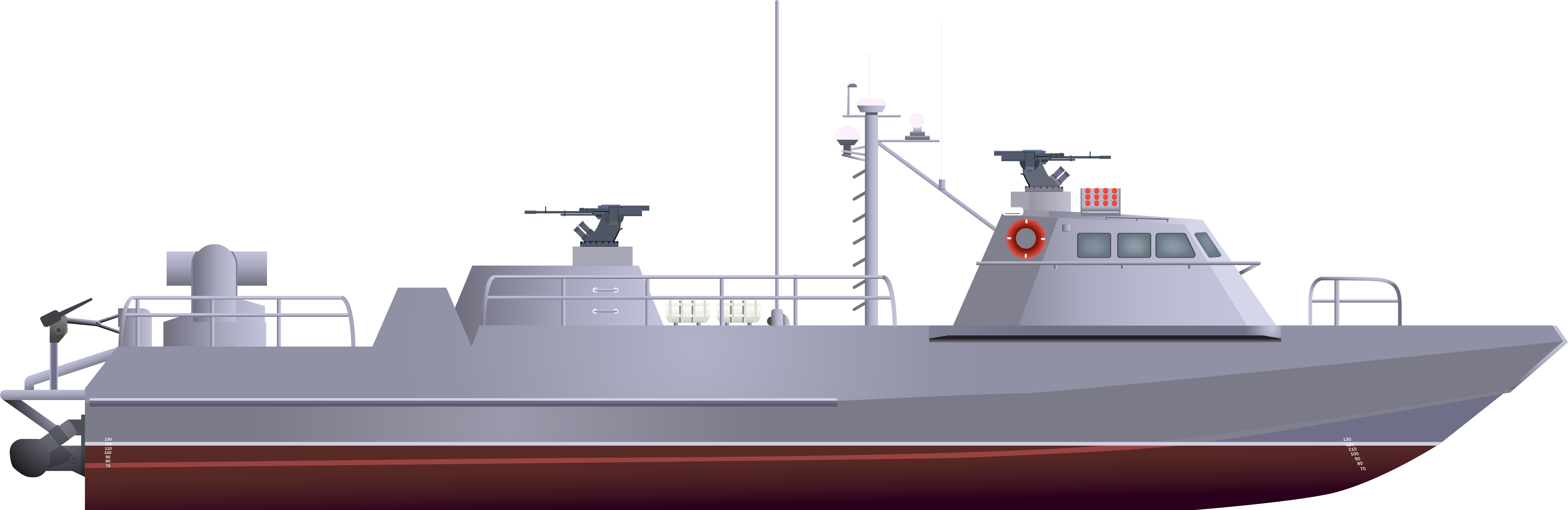
Schemat jednostek typu Kientawr-KL
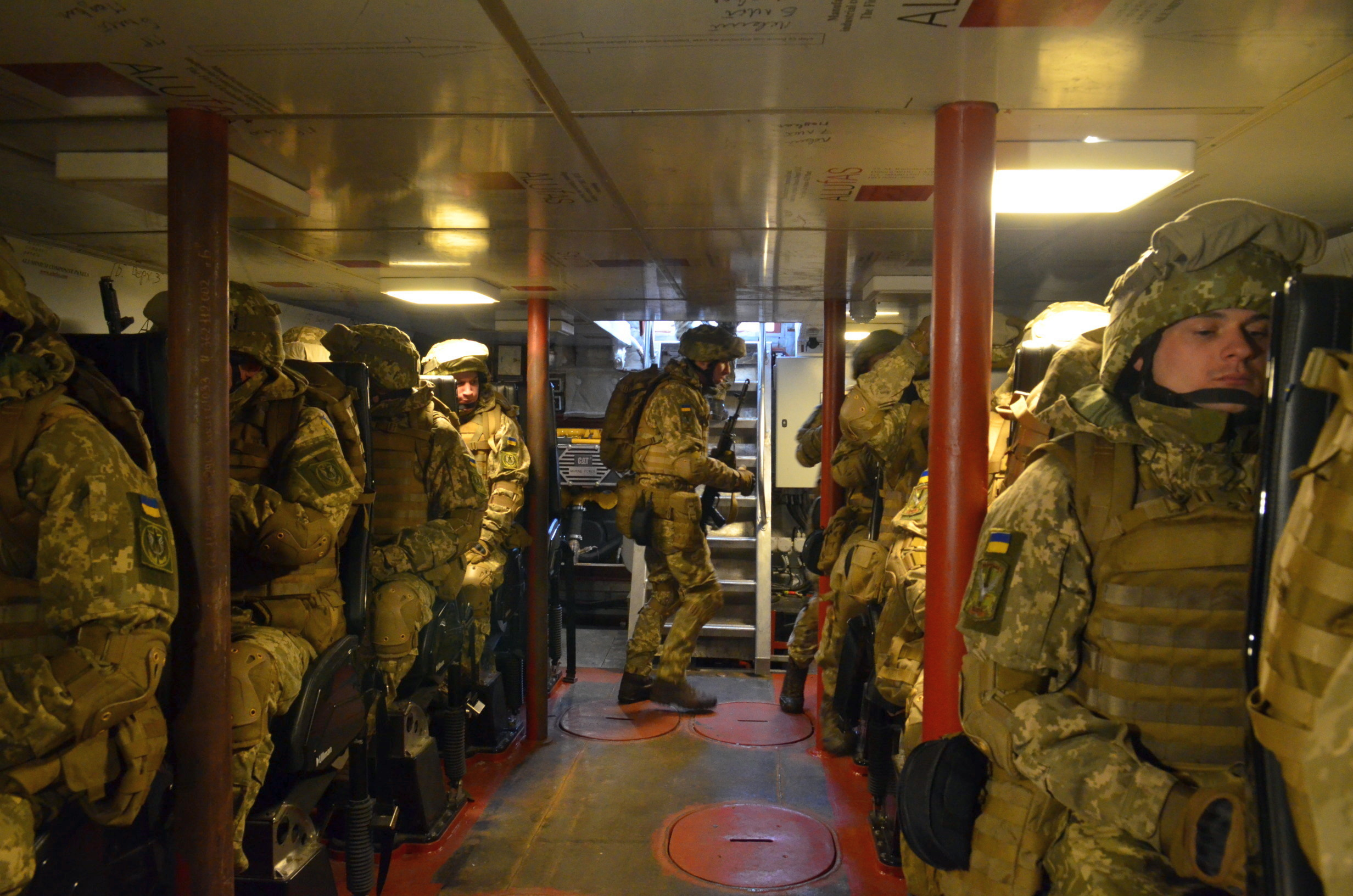
Wnętrze przedziału desantowego podczas ćwiczeń ukraińskiej piechoty morskiej w 2019 roku